# 杭州外国语学校
30°13′19.29″N 120°02′00.65″E / 30.2220250°N 120.0335139°E
杭州外国语学校，简称杭外，创建于1964年，是中国浙江省教育厅直属的省一级重点中学，浙江省第一批重点学校。同时也是中华人民共和国教育部认定的拥有推荐保送生名额的17所外国语学校之一。2009年浙江省教育厅对杭州外国语学校的办学体制进行调整，并与浙江外国语学院交换校舍，同时杭外由民办改为国有制公办。杭州外国语学校在2016年中国内地高中美国留学排行榜上位居第二十五。

## 学校历史
为适应建国后外交工作对外语人才的需要，60年代初周恩来总理和陈毅外长决定创办外国语学校。1963年，上海、北京、天津、南京、武汉、西安、重庆及杭州首批外国语学校成立。浙江省教育厅受教育部的委托，负责在杭州筹办杭州外国语学校。
1964年，杭州外国语学校小学部成立，校址设在浙江幼儿师范学校内，中学部设在原杭大附中（今杭州学军中学）内。1966年，小学部和中学部合并，校址设在浙江幼儿师范学校。1966年文化大革命开始后，学校停止招生，学生于1969年后陆续离校，小学部学生转入就近小学，中学部学生全部上山下乡。小学部教师除英语老师以外几乎全部调离。
1969年至1975年学校划归杭州市教育局管辖，招生改为招普通中学生，期间共招1465名学生。1973年后根据浙江省革委会政工组批文精神，杭外成为中专性质，学制三年，目的为培养英语教师的学生，招收工农兵学员。最后一批工农兵学员1980年离校，共5届，426名。
1978年后，杭外恢复原有体制，招收小学毕业生。办学的主要任务是“为高等院校输送外语水平较高，一般文化知识较好的学生”，“为培养高水平的外语人才以及通晓外语的专门人才打好基础”。
1979年1月，重新直属省教育厅。1980年经省人民政府批准，为浙江省首批办好的十八所重点中学之一。
1982年，学校开设了在职中学教师英语专业大专班等各类外语培训班。1985年与浙师大联合招生，创办了英语大专班，共招收了两届学生。
1991年，学校迁入教三路（今学院路）校区（学院路146号）新校区。2003年9月，为了更好地适应学校发展和“二次创业”的需要，整体迁入占地405亩，建筑面积约12万平方米，投资约3.2亿，位于小和山高教园区的新校区，并开始面向全省招生。
2004年，学校开设了少数语种课程，标志着杭外多语种教学的起步。2004年与浙江大学合作，开办了“浙江大学少数语种实验班”。2004年，杭外开设了浙江省中小学英语骨干教师培训班，促进了浙江省中小学英语教育的发展。
2008年，为了配合浙江省教育国际化战略的实施杭州外国语学校推出国际高中课程项目。经省教育厅批准，杭州外国语学校在省教育国际交流协会“国际高中课程项目”的框架内率先推出“剑桥国际高中实验班”，授A-level课程体系。学生通过在杭外两年或三年的学习，通过剑桥大学国际考试委员会全球统一考试后，根据成绩，可直接入读美国、英国、澳大利亚、加拿大、新西兰、新加坡和香港等国家或地区中所有英语授课的大学。
2009年，由于杭外“国有民办”的办学体制以及外语能力测验的入学选拔方式（详见下文）与义务教育“就近入学”相违背，省教育厅决定将杭州外国语学校与浙江教育学院交换校舍。
2010年2月，浙江省中小学外语教师培训基地在杭外正式揭牌成立。
2016年，杭外再次迁址，现校址为浙江省杭州市小和山留和路309号。

## 入学方式
自扩招到2009年，杭州外国语学校采取的自主选拔测试的方式来入取学生。杭州老城区的学生先参加第一轮体测，而萧山余杭以及非杭州地区学生并不需要体育测试。第二轮笔试的内容不一，主要是为了评测学生的学习能力以及思维能力。第三轮则是英语学习的面试，测试学生在语言学习方面是不是有缺陷的地方，比如说发音、口吃等等。
2009年改制之后，仅录取杭州地区学生，并采取“推荐加摇号”的方式，初一招收4个班。
2018年，入学方式再次更改为“推荐加笔试”，并扩招至6个班，240人。笔试的形式为“现学现测”，分为学习和测评两个阶段。学习阶段，学生根据指令学习相关素材；测评阶段，学生根据所学素材和测评要求填涂答题卡。测评主要考察学习语言相关的能力，学习语言的自然素质、学习潜力和综合素质，包括语感、记忆力、注意力、思维品质、接受能力以及学习习惯、学习持久力等。测评不是学科考试，不涉及小学任何学科的具体知识点，只是能力素质测评，与学生的实际能力和学习潜质有关。高中普通班计划从中招收不少于210人，同时从杭州英特外国语学校招收一部分初中学生。
2020年由于新型冠状病毒疫情原因推迟考试时间，同时将制度暂改为“摇号加笔试”的方式，并继续扩招至8个班，320人。高中普通班计划从中招收6个班、不少于240人。

## 历任校长
- 徐子峰（任职时间：1964年－1966年）
- 罗振声（任职时间：1972年－1982年）
- 徐炳焕（任职时间：1982年－1984年）
- 徐尧根（任职时间：1984年－1988年）
- 鲁林岳（任职时间：1991年－1993年）
- 张润秀（任职时间：1993年－1995年）
- 汤子良（任职时间：1995年－2003年）
- 林卫民（任职时间：2002年－2010年）
- 方健文（任职时间：2010年－2022年）
- 王华琪（任职时间：2022年－至今）

## 校风
宽容大气，严谨笃学。

## 校训
为祖国而学习，为未来做准备。

## 社团
2005年，作为浙江省第一个中学生模联组织，杭州外国语学校模拟联合国社团正式成立。至今，杭外模联相继派队参加了在北京大学举行的全国中学生模联会议和在外交学院举行的全国大中学生模联会议，并分别获得了最佳风采奖和最佳立场文件奖。同时，2008年，杭外模联在参加北京大学全国中学生模拟联合国大会之后，获得了代表中国参加于2008年中旬举行的美国纽约模联的权利。至2010年为止，杭外模拟联合国社团已经成为中国最知名的模拟联合国社团之一，在世界也有较大影响。

## 著名校友
- 黄峥，1998届，网购平台拼多多创始人
- 汪滔，1999届，无人机公司大疆创新创始人
- 习明泽，2009届，中共中央总书记习近平与著名歌唱家彭丽媛之独生女，其后往美国哈佛大学升学
- 陈立杰，2013届，计算机科学家

## 姐妹学校
- 香港拔萃女书院
- 加拿大圣安妮学校
- 澳大利亚希尔达圣公会女子学校
- 新西兰奥克兰女子文法学校
- 澳大利亚那拉邦达学院
- 意大利路卡·巴齐奥里学校
- 德国纽芬堡中学
- 法国德赛依中学
- 英国嘉德中学
- 美国西维尔学校
- 美国亚利桑那州钻石谷学校
- 美国明尼苏达州白熊湖学区
- 美国明尼苏达州明尼汤卡学区

## 英特外国语分校
作为杭州外国语学校的民办化的分校，30%的初中部毕业学生（120人左右）可通过杭州外国语学校组织的招生考试按照成绩由高到低进行录取，升入杭州外国语学校高中部就读。另外英特本身也办有高中部，英特高中部由一部分英特初中部的同学和从外省高中形形色色的同学组成。其中外省的学生不乏极其优秀的和基础较差的。
从2020届开始，鉴于政策改变，杭外不再向英特直接招收学生。所有学生将参加中考或进入英高。

### 名称
- 原名：杭州外国语学校英特分校

- 后名：英特外国语学校

- 现在：杭州英特外国语学校（从英特搬迁到了另外一个校区后改为此名。10届英特以及英特升上杭外的学生初中一律要求填写老校名“英特外国语学校”，无“杭州二字”）

## 2009年杭外改制風波
杭外改制風波指2009年春夏之交浙江省教育廳公告對杭外進行改制，由於方案爭議性極高，引發在校師生、學生家長、畢業生和社會各界不同程度的不滿和擔憂，而引發現實和網絡中一系列呼籲行動的總和。同时宣布改制后不久恰逢2009年浙江省高考發榜，杭外應屆畢業生唐聿劼以768的高分奪得浙江省理科狀元，同時杭外應屆畢業生洪沁也獲得杭州市文科狀元。但杭州市及浙江省各大媒體对改制并没有进行详细的报道。